# Левин, Леонид Григорьевич
Леони́д Григо́рьевич Ле́вин (22 июня 1930, Мелитополь, Украинская ССР — 11 июня 2007 Петрозаводск, Республика Карелия) — заслуженный тренер РСФСР по боксу, заслуженный тренер СССР по боксу, заслуженный работник физической культуры Карельской АССР, Почётный гражданин г. Петрозаводска.

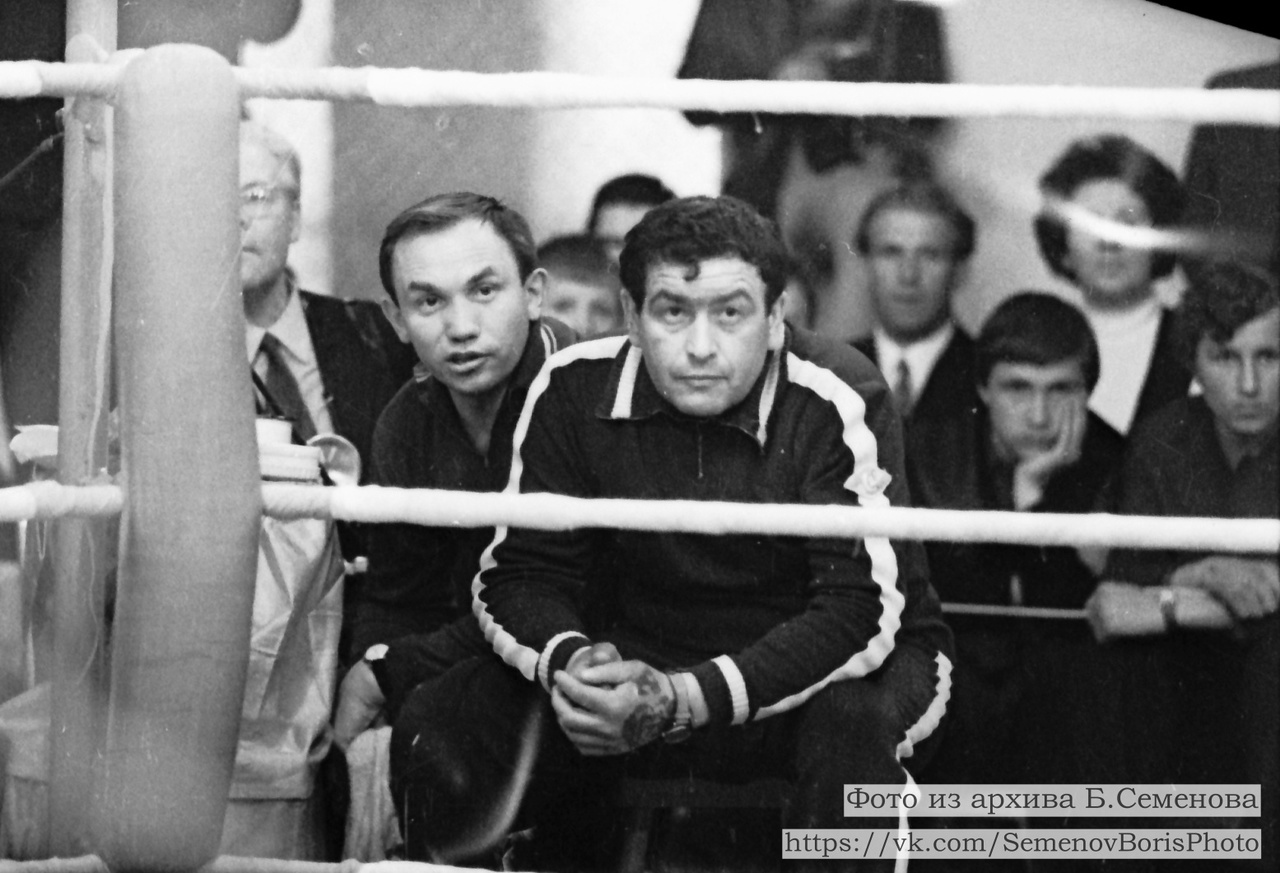

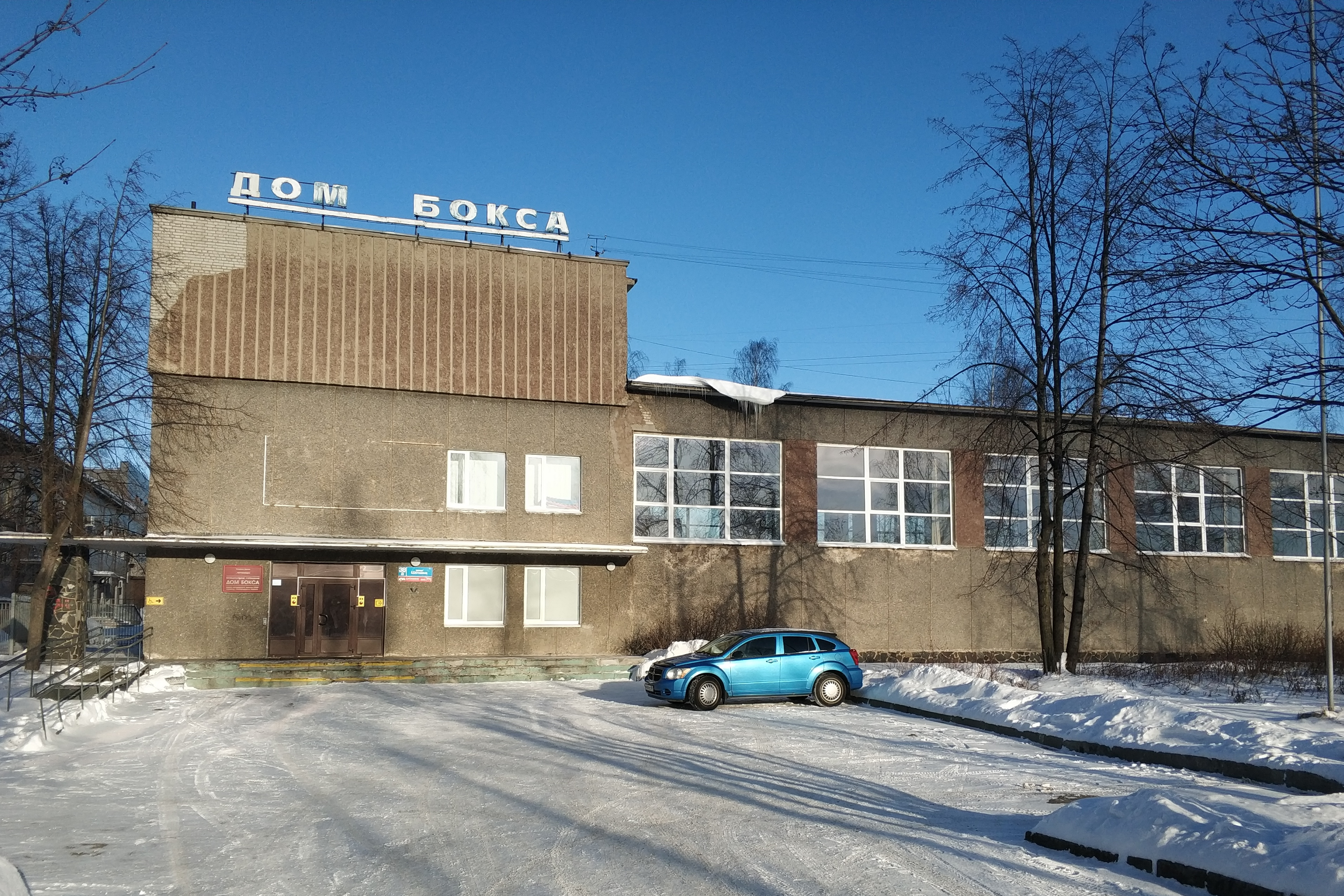
Дом бокса имени Леонида Левина в Петрозаводске

## Биография
Родился в городе Мелитополь 22 июня 1930 года.
С 1946 года проходил обучение в Севастопольской школе юнг. Служил на Черноморском флоте.
После окончания Ленинградской школы тренеров с августа 1955 года в Петрозаводске: тренер Спортивной школы молодёжи, организатор и первый директор специализированной Школы бокса добровольного спортивного общества «Спартак» в Петрозаводске. В 1959 году заочно закончил Ленинградский институт физкультуры имени П. Ф. Лесгафта.
Сборная Карельской АССР по боксу под руководством Л. Г. Левина заняла второе место на чемпионате РСФСР в 1962 году.
Он подготовил 22 мастера спорта СССР, 2-х мастеров спорта СССР международного класса.
Среди учеников Л. Г. Левина чемпионы РСФСР и СССР, чемпионы Спартакиады народов РСФСР, победители и призёры международных турниров — А. Куриков, В. Петров, С. Прошутинский, Н. Разумов, Е. Сабанин, Ю. Сидоров, В. Ситников, Л. Стародворов, И. Шкинёв и другие.
Он умер 11 июня 2007 года.
Похоронен на Сулажгорском мемориальном кладбище Петрозаводска.

## Память
В петрозаводском Доме бокса проводится ежегодный турнир по боксу памяти заслуженного тренера СССР и РСФСР Леонида Левина.
Постановлением Главы Петрозаводского городского округа 6 июня 2013 года Петрозаводскому муниципальному учреждению «Дом бокса» присвоено название — «Дом бокса имени Леонида Левина», сокращённое наименование: МУ «Дом бокса им. Л. Левина».